# Трубачи (инфузории)
Трубачи, или стенторы (лат. Stentor) — род простейших из класса ресничных инфузорий. Насчитывает около 20 видов. Распространены в морях и пресных водах.
Длина до 2 мм. Тело воронкообразное, расширенное на переднем конце, покрытое сросшимися ресничками. Способны резко сокращаться. Размножаются бесполым и половым путем. Питаются мелкими органическими остатками, бактериями, водорослями, простейшими. Могут регенерировать: из каждой части тела, в которой есть макронуклеус (крупное ядро), восстанавливается целый организм. Биологические мелиораторы. Свободно плавают, могут прикрепляться к субстрату.
Многие виды трубачей имеют пигментные гранулы, или пигментоцисты, ответственные за окраску инфузорий. Они находятся непосредственно под мембраной клетки и представляют собой пузырьки, заполненные пигментным веществом (например, стенторином или аметистином).

## Примечания

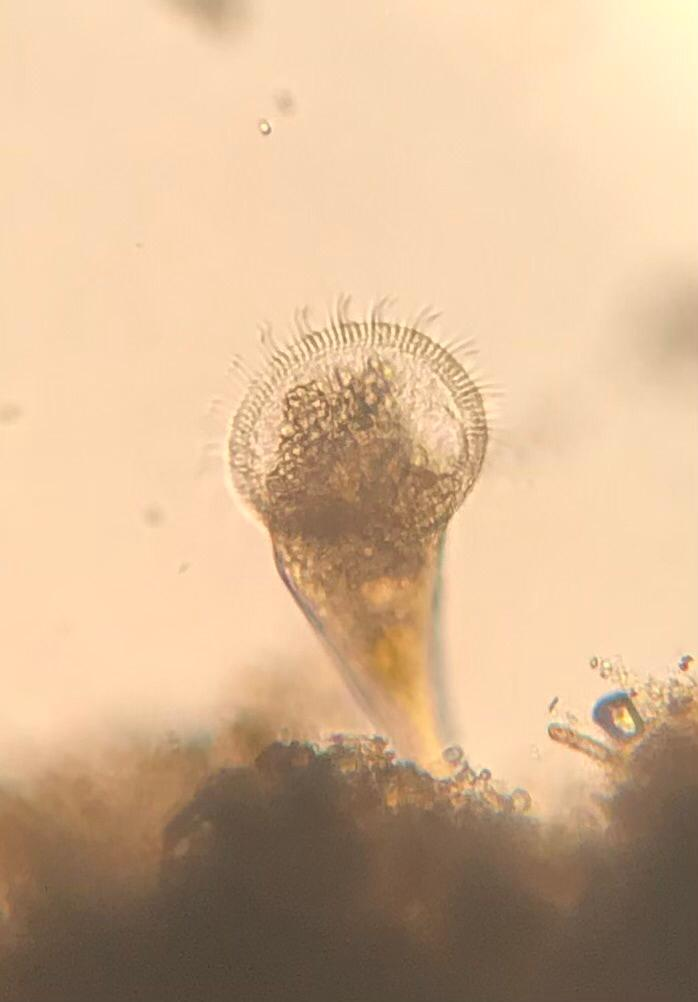
Стентор на субстрате